# Jevgenij Vasijevič Alešin
Jevgenij Vasijevič Alešin (rusko Евгений Васильевич Алешин), sovjetski general, * 1901, † 1952.

## Življenjepis
Bil je vodja obveščevalne sekcije: 2. armade (1938), Zahodne, Kalininske in 3. beloruske fronte.
Med letoma 1949 in 1952 je bil vodja obveščevalne katedre na Vojaški akademiji Frunze.